# ベルマン化粧品
ベルマン化粧品（ベルマンけしょうひん、Velman Co.,Ltd）は大阪府大阪市西区に本社を置く化粧品メーカーである。

## 概要
1915年4月に東京都文京区において創業。1923年9月関東大震災にて被災し、大阪工場に本社を移転。
化粧品(スキンケア・メイクアップ・ヘアケア・ボディケア)・美容補助商品の製造及び販売を行っている。
ベルマンはドイツ語の方言の「ベルックスマン」=「愛される人」から命名。シンボルマークは「チューリップ」であり、このマークとベルマンという商標に「美しさを育てて愛される人へ」という願いが込められている。
ザ・ヒットパレード（フジテレビ系列）の初代スポンサーを務めた。
創業当初は、鬢付け油などの頭髪用化粧品を販売していたが、日本髪から洋髪への変化とともにスキンケア化粧品へとシフトしていく。
流通も、理美容室から百貨店及び化粧品店、訪問販売へと変化していくが、現在はエステサロン（一部の理美容室）を主としたプロ向け化粧品として流通している。
2015年には創業100周年を迎え、100周年記念式典をリーガロイヤルホテル大阪にて盛大に行った。
企業理念「使命感なき美容は崩壊する」
ビジョン「美を通じ、幸せな笑顔で溢れる社会にする」
ミッション「私たちは、外面・内面・精神面の三面美容を提供し続け、人々の心を明るく豊かにし、日本そして世界中の幸せな笑顔づくりに貢献いたします。
私たちは、お客様とともに夢の実現を志し、関わる全ての人々の物心両面における幸福を追求いたします。」

## ベルマン化粧品グループ
- 株式会社ベルマン
- 株式会社日本調粧師協会
- 東洋薬粧株式会社